# グレイブ

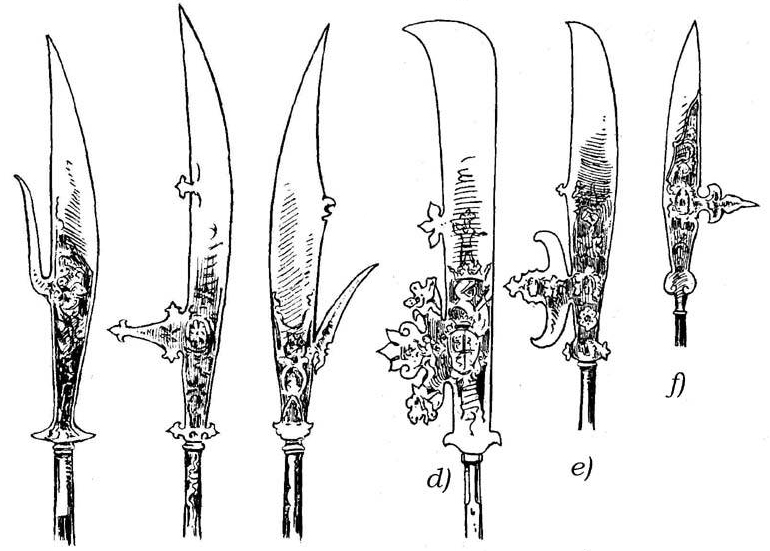
グレイブの穂先

グレイブ（英: glaive）は、槍の穂先を剣状にしたような形状の棹状武器。中世の欧州で用いられた薙刀の類の呼び名。グレイヴと表記することもある。

## 概要
グレイブは鋭く大きな剣状の刃を持つため、突くだけでなく切りつけたり振り回したりする使い方にも有用な武器である。ただし穂先に幅があるため、スピアーなどの槍と比べると幾分重量がある。
グレイブは、グラディウス（ラテン語: gladius）を語源にしており、13世紀ごろから使用が始まった。16世紀になると儀礼用としても使用されるようになり、見栄えのする大きな刃と豪華な装飾を備えた物が増えた。
ファルシオンに長柄を取り付けたという見解もある。
また、それとは別に18世紀末に起こったフランス革命で農民や庶民が牛刀や洋出刃（ようでば）などの肉切り包丁を棒の先に付け簡易の薙刀にしたものもグレイブと呼ぶ。これは、以降ナポレオン軍内において農民から有志を募った義勇軍（後に正規軍化）にもさらに大型化に改作・新作されたものが用いられた。
いずれの物も日本の薙刀に似た大きな刃を持つ形状の長柄武器である。西洋の書籍では、日本の薙刀をグレイブの一種に分類して紹介しているものもある。
刀身の背の部分に鉤を設けているものもあり、このように鉤や鍔をつけたグレイブはフォゥシャー（英語: fauchard）、フォシャール（フランス語: fauchard）とも呼ばれる。また、装飾を施した儀礼用のものにクーゼ（ドイツ語: kuse）がある。